# Тэнасе, Никуцэ Ангелович
Никуцэ Ангелович Тэнасе (12 августа 1924 — 5 сентября 1986; рум. Nicuță Tănase) румынский писатель, поэт и сатирик.

## Биография
Родился в столичной коммуне Рошу, Бухарест в семье коммивояжёра Ангела Никуцэ и её жены Елены Молдован. После окончания училища в Бухаресте, работал в качестве замочного механика в Авриге (уезд Сибиу), а затем в г. Хунедоара. Впервые начал публиковать свои стихи в ежедневной газете Хунедоарского металлургического комбината в 1948 г.

### Карьера
В 1950 г. поступил в школу литературы и литер. критики им. Михаила Эминеску в Бухаресте. Работал в качестве редактора в журналах «Урзика/Urzica» («Крапива»), позднее в «Скынтее/ Scînteia» (Лучь). Сотрудчила с другими ведущими журналами и газетами Румынии (Scînteia, Contemporanul, Flacăra, Gazeta literară, Luceafărul, Presa noastră, Revue Roumaine, Scînteia tineretului, Tribuna, Tînărul scriitor, Viața Românească ș.a.), в которых публиковал свои повести, рассказы, и сатирические фельетоны.
В 1955 г. Л. Е. Котляр перевёл первую повесть писателя с румынского (M-am făcut băiat mare) на русский язык («Как я стал взрослым»). Гослитиздат выпустил тираж книги.

## Список произведений
- M-am făcut băiat mare («Как я стал взрослым», 1955)
- A billentyus szajmuzsika
- Muzicuța cu schimbător
- Derbedeii
- Acțiunea P. 1500
- Astăzi e ziua mea
- Am fugit de acasă («Я сбежал из дома»)
- Ce oameni, Domnule!
- Plec la facultate
- Fără minuni, Doamne
- Cruce de ocazie
- Eu și îngerul meu păzitor Mitică
- Baiat bun, dar… cu lipsuri: Piesă în trei acte
- Sus mîinile, domnule scriitor
- Ghidul superstițiosului
- Destăinuirea marilor secrete
- Carte de explicare a viselor
- Răpirea ucenicului nevrăjitor
- Fără înger păzitor
- Telefonul de la ora 19
- Portrete în Aqua Forte
- Lume, lume, soro lume!: Patru nuvele aproape autobiografice
- M-am făcut… tată mare: Un fel de jurnal

## Премии и награды
В 1979 г. Тэнасе получил премию писательской ассоциации Бухареста.